# Cyclura nubila
L'iguana terrestre di Cuba (Cyclura nubila Gray, 1830) è una specie di sauro della famiglia degli Iguanidi. È la più grande rappresentante del genere Cyclura, uno dei gruppi di lucertole più minacciati. Questa specie erbivora dagli occhi rossi, dalla coda spessa e dalle guance ricoperte da escrescenze spinose è una delle più grandi lucertole dei Caraibi.
 Cyclura nubila vive nelle zone costiere rocciose di Cuba e delle piccole isole vicine, e alcune popolazioni si sono sviluppate a Isla Magueyes e Porto Rico. Ne esiste una sottospecie nelle isole Cayman a Little Cayman e Cayman Brac. Le femmine proteggono i loro nidi, che spesso vengono scavati all'interno di vecchi nidi di coccodrillo cubano. Per difendersi, questa iguana costruisce spesso il nido tra i cactus spinosi o nelle loro vicinanze.
Anche se la popolazione selvatica di questa specie è in declino a causa della predazione da parte degli animali randagi e della perdita del suo habitat correlata allo sviluppo dell'agricoltura, il numero di esemplari totali è ancora numeroso grazie a diversi programmi di conservazione e di allevamento in cattività. Cyclura nubila è stata utilizzata per studiare l'evoluzione e la comunicazione animale, e il suo programma di allevamento in cattività è servito da modello per quelli relativi ad altre specie di lucertole dei Caraibi.

## Descrizione

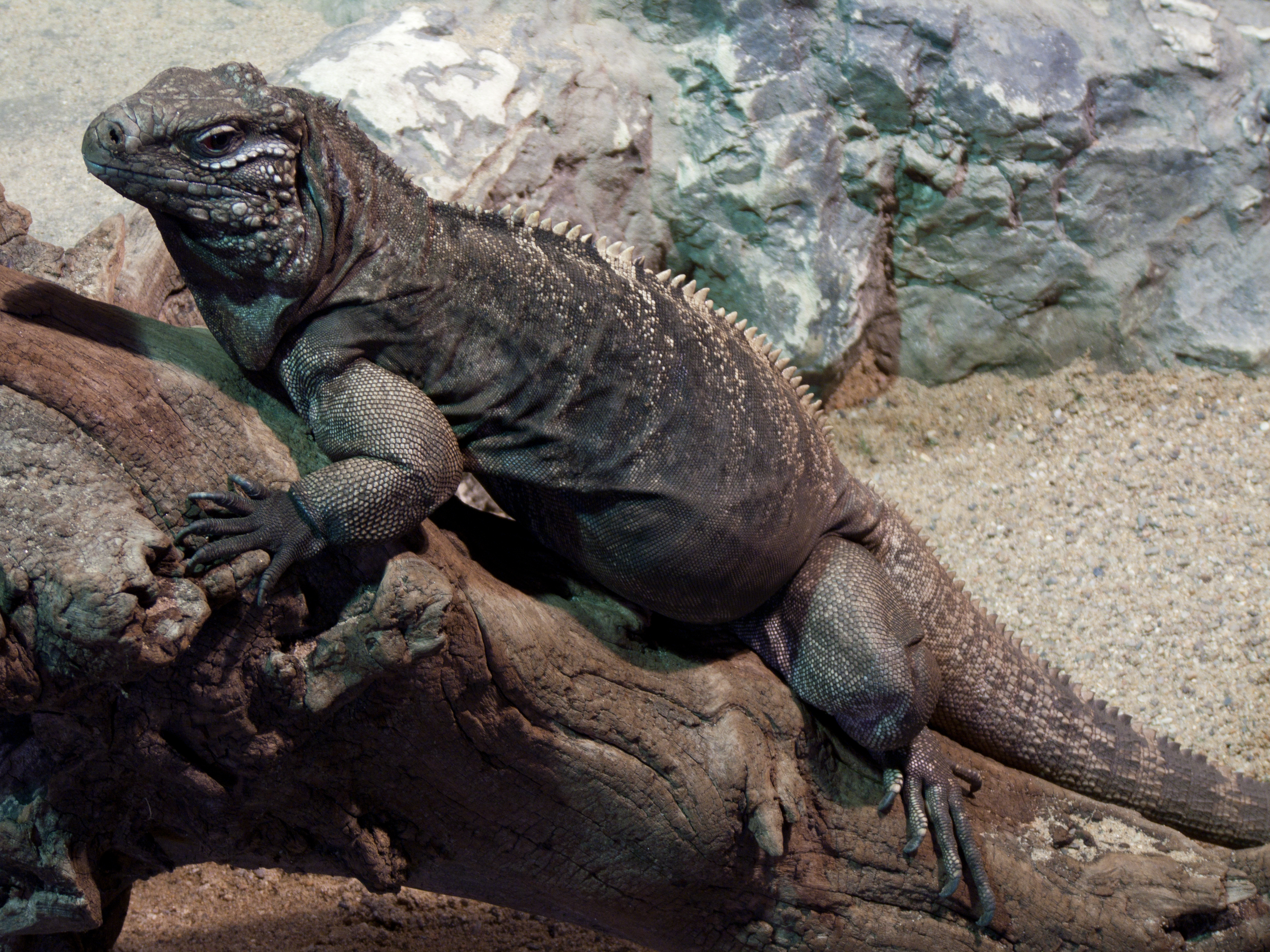
Cyclura nubila allo zoo di Děčín.

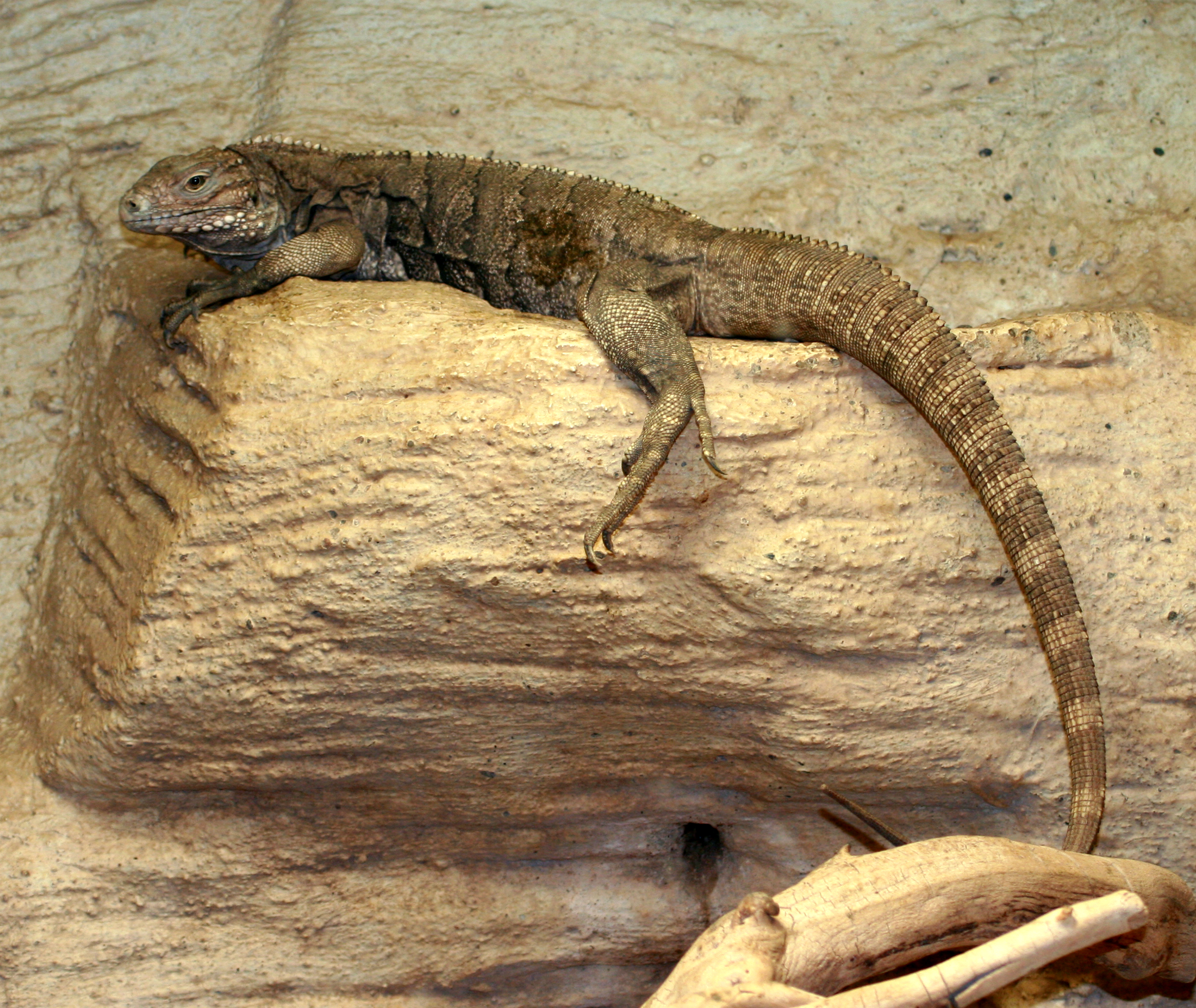
Esemplare allo zoo di Praga.

L'iguana terrestre di Cuba è una grossa lucertola, che misura circa 40 cm dal muso alla base della coda. In rare occasioni, nel santuario per la fauna selvatica della base navale della baia di Guantanamo (GTMO), i maschi possono raggiungere 1,6 m dal muso all'estremità della coda, mentre le femmine hanno dimensioni pari a due terzi di quelle del maschio. La specie presenta dimorfismo sessuale: i maschi sono nettamente più grandi delle femmine, e hanno pori femorali più sviluppati sulle cosce, che vengono utilizzati per liberare dei feromoni usati per attirare le compagne e marcare il territorio. La pelle dei maschi di iguana terrestre di Cuba varia dal grigio scuro al rosso mattone, mentre quella delle femmine è verde oliva con delle bande scure. In entrambi i sessi, le zampe sono nere con macchie ovali marrone chiaro e i piedi sono di colore nero uniforme. Gli esemplari giovani tendono ad essere marrone scuro o verde scuro con delle striature leggermente più scure consistenti in 5-10 bande diagonali trasversali. Queste bande si fondono con la colorazione principale man mano che gli animali crescono. Entrambi i sessi presentano una sacca golare (una frangia di pelle che pende sotto la gola) e una cresta di spine sul dorso che giunge fino alla coda. Hanno testa e collo brevi e massicci, denti grandi e forti e potenti muscoli mascellari. Le guance, che divengono più grandi con l'età, sono ricoperte da protuberanze spinose.
L'occhio dell'iguana terrestre di Cuba presenta un'iride dorata e una sclera rossa. Questa specie ha una vista eccellente ed è in grado di localizzare forme e movimenti anche da lunga distanza. Delle cellule sensoriali chiamate «doppi-coni» gli consentono di avere una buona visione dei colori, nonché di percepire i raggi ultravioletti. Identificando i luoghi meglio irradiati dai raggi ultravioletti per riscaldarsi, l'iguana terrestre di Cuba ottimizza la sua produzione di vitamina D. Tuttavia, in condizioni di scarsa luminosità la sua vista è debole, a causa della scarsità di bastoncelli o di fotorecettori. Come altri iguanidi, l'iguana terrestre di Cuba possiede un organo fotosensibile bianco sulla sommità della testa, l'occhio parietale. Questo «occhio» è dotato di una retina e di un cristallino rudimentali che non consentono di vedere delle immagini, ma è sensibile ai cambiamenti di luminosità e può rilevare i movimenti.

## Biologia

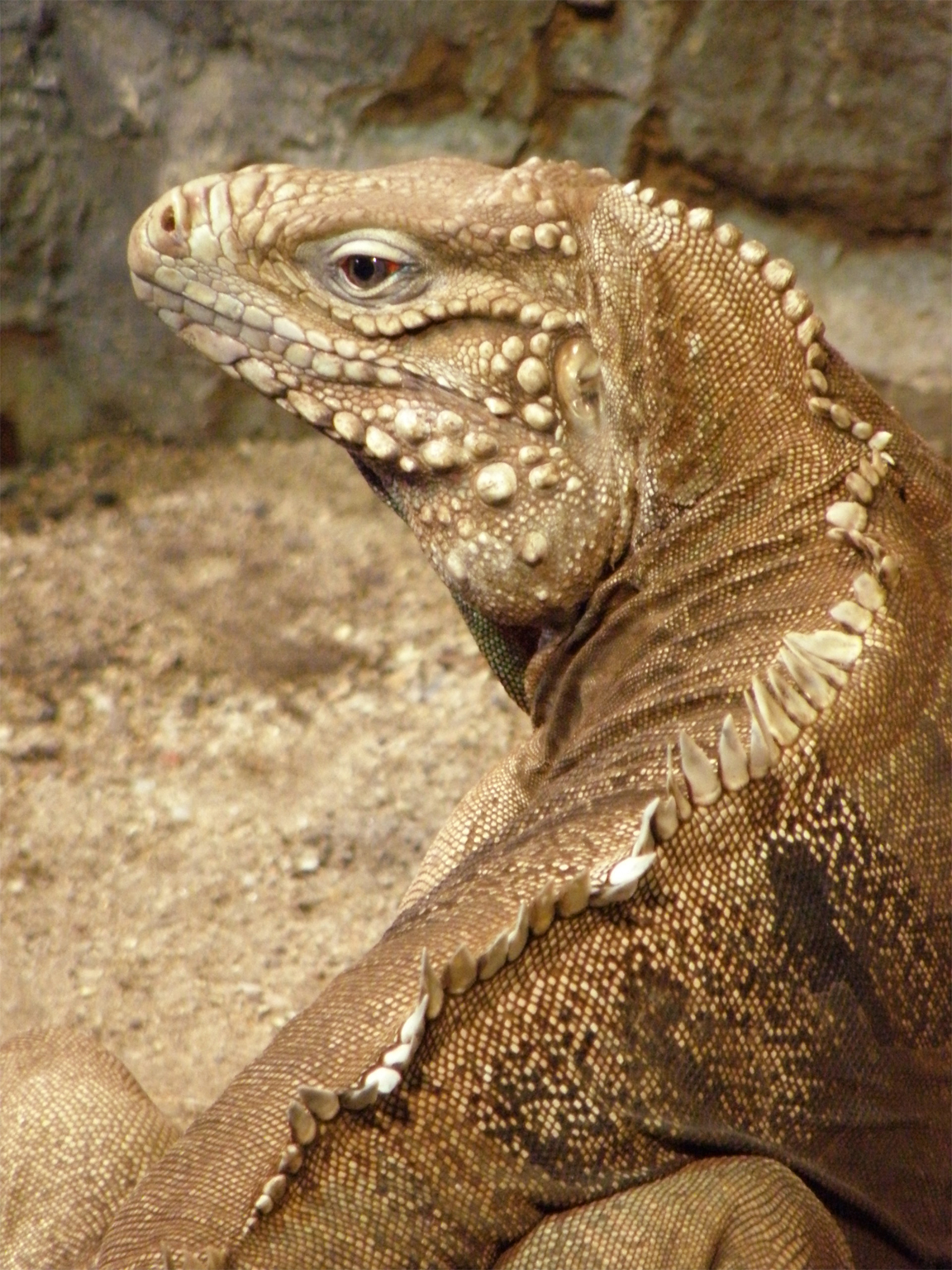
Iguana terrestre di Cuba allo zoo di Děčín.

### Comportamento
Benché l'iguana terrestre di Cuba rimanga immobile per lunghi periodi e si sposti lentamente a causa del suo peso, è in grado di muoversi molto veloce su brevi distanze. Gli esemplari giovani sono più arboricoli e trovano spesso rifugio sugli alberi, dove salgono con grande agilità. Questo animale è in grado di nuotare e si rifugia talvolta nello specchio d'acqua più vicino quando è minacciato. Quando è messo alle strette, può mordere e colpire il suo aggressore con la coda.

### Alimentazione
Come altre specie di Cyclura, l'iguana terrestre di Cuba è principalmente erbivora; il 95% della sua dieta è costituito da foglie, fiori e frutti appartenenti a una trentina di specie di piante diverse, tra cui Rachicallis americana, cardi, Opuntia stricta, Avicennia germinans, Rhizophora mangle, olive e varie piante erbacee. Per facilitare la digestione di questa dieta così ricca di cellulosa, l'intestino crasso dell'iguana terrestre di Cuba ospita una quantità di colonie di nematodi pari al 50% del suo contenuto. Molto raramente queste iguane consumano alimenti di origine animale, e alcuni individui sono stati visti nutrirsi di cadaveri di uccelli, pesci o granchi. Alcuni ricercatori su Isla Magueyes hanno osservato una volta, nel 2006, un caso di cannibalismo, in cui una femmina adulta ha inseguito, catturato e divorato un piccolo da poco uscito dall'uovo. I ricercatori ritengono che l'elevata densità di popolazione su quest'isola sia all'origine di questo incidente.
Come le altre lucertole erbivore, l'iguana terrestre di Cuba deve fronteggiare un problema di osmoregolazione: la materia vegetale contiene più potassio e meno sostanze nutritive rispetto alla carne, e gli animali devono quindi consumarne grandi quantità per soddisfare il loro fabbisogno metabolico. A differenza di quelli dei mammiferi, i reni dei rettili non possono concentrare la loro urina per conservare l’acqua corporea. Al contrario i rettili espellono attraverso la loro cloaca degli acidi urici tossici. Nel caso dell’iguana terrestre di Cuba, che consuma molti vegetali, l’eccesso di ioni salini viene espulso attraverso una ghiandola del sale allo stesso modo degli uccelli.

### Ciclo vitale
Le iguane terrestri di Cuba raggiungono la maturità sessuale tra i 2 e i 3 anni di età. I maschi conducono vita gregaria quando sono immaturi, ma diventano più aggressivi verso i congeneri man mano che crescono, e difendono con vigore il proprio territorio e le femmine ivi presenti. Le femmine sono più tolleranti con le congeneri, eccetto che dopo la deposizione delle uova.
L'accoppiamento ha luogo da maggio a giugno, e le femmine, ovipare, depongono una covata costituita da 3 a 30 uova in giugno o luglio. Secondo alcuni ricercatori, le femmine deporrebbero le loro uova nello stesso sito ogni anno. I nidi vengono costruiti a poca distanza l'uno dall'altro, perché i siti di nidificazione adatti stanno divenendo sempre più rari. Sull'Isla de la Juventud di Cuba, le iguane nidificano nelle sacche di terreno esposte al sole dai coccodrilli cubani, una volta che le uova di questi ultimi si sono schiuse. I nidi sono spesso situati un po' distanti dalle zone in cui le iguane trascorrono la maggior parte del tempo. Nelle zone dove non ci sono coccodrilli, le iguane scavano i loro nidi sulle spiagge sabbiose. Allo zoo di San Diego, une femmina costruì il suo nido all'estremità di una lunga camera che aveva scavato sotto la sabbia. Dopo la deposizione delle uova la femmina rimane nelle vicinanze, difendendole scuotendo la testa e soffiando a chiunque si avvicini; questo dimostra che le femmine di iguana terrestre di Cuba si prendono cura dei propri nidi. Dopo la schiusa, i piccoli trascorrono un periodo che varia da pochi giorni a due settimane all'interno del nido, prima di uscire e disperdersi nell'ambiente circostante.

## Distribuzione e habitat

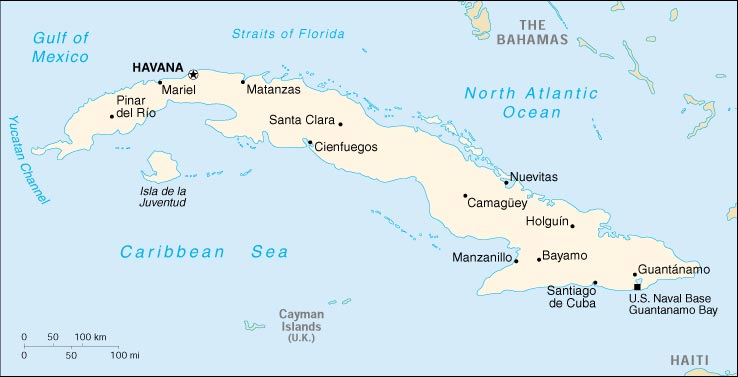
Carta di Cuba.

L'iguana terrestre di Cuba è presente in natura a Cuba e su oltre 4000 isolotti che sorgono lungo le sue coste, compresa l'Isla de la Juventud al largo della costa meridionale, che ospita una delle popolazioni più consistenti. Varie popolazioni vivono in relativa sicurezza su numerose isolette lungo le coste settentrionali e meridionali di Cuba e nelle aree protette dell'isola principale. Tra queste zone ricordiamo la riserva della biosfera di Guanahacabibes nell'ovest del paese, il parco nazionale Desembarco del Granma, il rifugio naturale di Hatibonico, la riserva ecologica di Punta Negra-Quemados e il rifugio naturale del Delta del Cauto, tutti situati nella parte orientale dell'isola. A causa del suo areale piuttosto vasto, non è possibile censire con precisione le varie sotto-popolazioni presenti sull'isola. La popolazione della base navale della baia di Guantanamo è stata stimata tra le 2000 e le 3000 unità, e gli esemplari ivi presenti sono protetti dalle forze americane presenti sul posto. Un incidente insolito si è verificato quando un detenuto ha attaccato una guardia con una coda strappata a un'iguana nel maggio 2005.
La sottospecie Cyclura nubila caymanensis è endemica delle isole di Little Cayman e Cayman Brac. La popolazione di Cayman Brac comprende meno di 50 esemplari e quella di Little Cayman ne conta 1500. Una popolazione introdotta di C. n. caymanensis si è inoltre stabilita su Grand Cayman.
L'iguana terrestre di Cuba costruisce le sue gallerie nei pressi di cactus o di arbusti spinosi, talvolta anche all'interno dei cactus stessi. Queste piante spinose offrono loro protezione e, con i loro frutti ed i loro fiori, costituiscono anche una fonte di nutrimento. Nelle regioni in cui non ci sono cactus, le iguane scavano le proprie gallerie all'interno di alberi morti, di tronchi cavi o di spaccature nel calcare.
Intorno alla metà degli anni sessanta un piccolo gruppo di iguane terrestri di Cuba venne rilasciato da uno zoo su Isla Magueyes, a sud-ovest di Porto Rico, formando una piccola popolazione indipendente non endemica. Nel 2000, in seno al Dipartimento degli Interni degli Stati Uniti d'America sorsero discussioni riguardo alla soppressione o alla ricollocazione di questa popolazione di iguane. Questa popolazione è quindi la fonte del 90% delle iguane terrestri di Cuba ospitate nelle collezioni private ed è stata oggetto di uno studio sull'evoluzione della comunicazione in questa specie condotto da Emilia Martins, una biologa della Indiana University.
Lo studio di Emilia Martins del 1998 ha confrontato gli scuotimenti della testa della popolazione di Cuba con quelli della popolazione di Isla Magueyes. Presso quest'ultima la durata e le pause si sono rivelate più lunghe del 350%. Al confronto, gli scuotimenti di testa dell'iguana blu di Grand Cayman differiscono da quelli delle iguane di Cuba di appena il 20%. Il rapido cambiamento di comportamento tra la colonia di animali di Isla Magueyes e la popolazione di Cuba dalla quale essa proviene sottolinea il potenziale di una popolazione di piccole dimensioni di evolvere rapidamente dal punto di vista della comunicazione tra gli individui. In questo caso, la differenza era inferiore alle 6 generazioni.

## Tassonomia

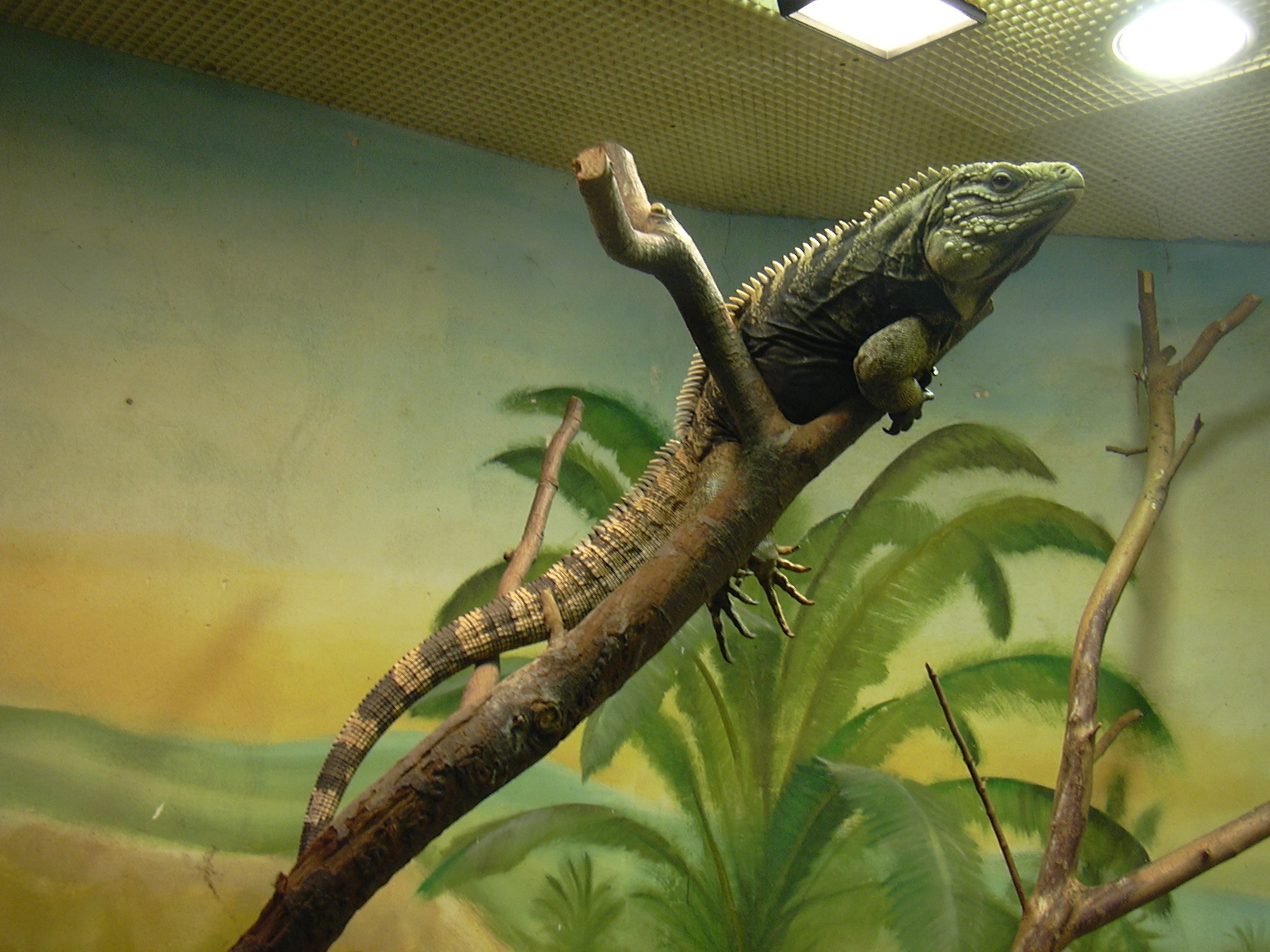
Nello zoo di Ústí nad Labem.

Il nome del genere Cyclura, che deriva dal greco antico cyclos (κύκλος) che significa «circolare» e ourá (οὐρά) che significa «coda», allude ai grandi anelli ben visibili sulla coda di tutti i rappresentanti di questo genere. John Edward Gray, lo zoologo britannico che descrisse per la prima volta la specie nel 1831 sotto il nome di Iguana (Cyclura) nubila, conferì a essa l'epiteto specifico nubila, un termine latino che significa «nebulosa».
Le specie più strettamente imparentate con Cyclura nubila sono l'iguana blu (Cyclura lewisi) e Cyclura cychlura; le analisi filogenetiche hanno dimostrato che queste tre specie si sono separate da un antenato comune tre milioni di anni fa.
In passato si riteneva che Cyclura nubila avesse tre sottospecie, l'iguana blu (sotto l'appellativo Cyclura nubila lewisi), l'iguana di Little Cayman (Cyclura nubila caymanensis) e la sottospecie nominale di Cuba (Cyclura nubila nubila). Questa classificazione è stata rivista dopo un'analisi del DNA mitocondriale di queste specie e uno studio sulla disposizione delle squame della testa degli iguanidi dei Caraibi (i cui motivi sono unici per ciascuna specie e possono essere utilizzati per la loro identificazione). L'iguana blu viene da allora considerata una specie a sé.
Ecco la lista delle sottospecie secondo Reptarium Reptile Database:
- Cyclura nubila caymanensis Barbour & Noble, 1916;
- Cyclura nubila nubila (Gray, 1830).

## Conservazione

### Stato di conservazione

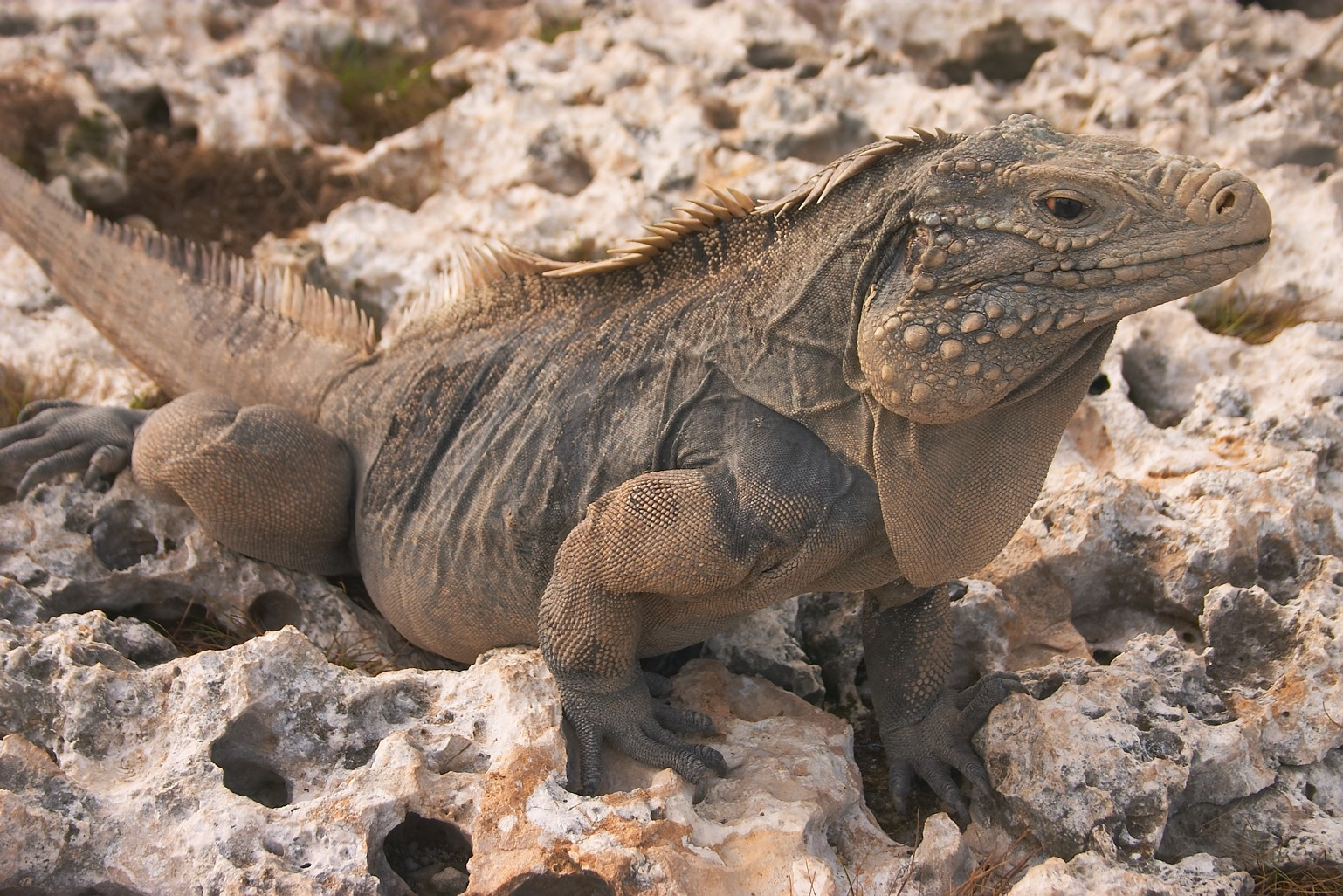
Esemplare in natura.

L'iguana terrestre di Cuba è ben rappresentata in cattività sia in collezioni pubbliche che private. Numerosi giardini zoologici e allevatori privati fanno riprodurre questa specie in cattività, in modo da limitare la richiesta di esemplari catturati in natura per alimentare il commercio degli animali da compagnia. Le iguane cubane sono classificate come «vulnerabili» sulla lista rossa della IUCN, così come la sottospecie cubana principale, mentre la sottospecie delle isole Cayman è considerata «in pericolo critico». La popolazione cubana viene stimata tra le 40.000 e le 60.000 unità, e quella introdotta su Isla Magueyes viene valutata a oltre 1000 individui. Secondo Allison Alberts, Chief Conservation Officer dello zoo di San Diego che ha condotto delle ricerche su questa specie a Cuba, tra le numerose specie che costituiscono la fauna di Guantanamo, «l'iguana terrestre di Cuba è una delle più grandi, senza alcun dubbio la più visibile, e certamente la più carismatica. Sembra che nessuno faccia una visita a Guantanamo senza vedere i suoi giganti simili ad animali preistorici».
La protezione ai termini dell'Endangered Species Act americano dell'iguana terrestre di Cuba è divenuta famosa, a seguito di un particolare caso, nell'ambiente della giurisprudenza americana. Nell'autunno del 2003, un procuratore di Guantanamo, Tom Wilner, dovette convincere il giudice della Corte suprema degli Stati Uniti a prendere in considerazione il caso di una dozzina di kuwaitiani detenuti a Guantanamo Bay, sull'isola di Cuba, senza alcuna accusa, senza essere stati prima ascoltati e senza aver avuto accesso a un avvocato. Secondo Peter Honigsberg, un professore di diritto dell'università di San Francisco, Wilner dovette presentare due volte senza successo i suoi argomenti prima che la corte prendesse in considerazione il suo caso. Nel suo terzo argomento cambiò tattica e citò la legge americana e l'iguana terrestre di Cuba. Wilner dichiarò: «Chiunque, perfino un ufficiale federale, violi l'Endangered Species Act e ferisca un'iguana a Guantanamo, può essere perseguito. Tuttavia il governo afferma che la legge degli Stati Uniti non può essere applicata per proteggere un prigioniero». Secondo Honigsberg, la Corte suprema, in seguito a questo argomento, rivide il suo giudizio.

### Declino
In generale si può affermare che la popolazione di questa specie è in diminuzione, più rapidamente sull'isola principale di Cuba che sulle isolette circostanti. Le popolazioni di Cuba sono diminuite di oltre l'1% ogni anno nel corso degli ultimi 10 anni. L'iguana cubana è completamente scomparsa dalla costa a nord-est de L'Avana, dalla penisola di Hicacos e da Cayo Largo, zone dove era ancora presente in gran numero fino a 30-40 anni fa.
Contrariamente ad altre isole delle Antille dove sono presenti le iguane, a Cuba il consumo di carne di iguana non è frequente. Alcune comunità di pescatori ne praticano il consumo per sussistenza, ma generalmente quest'animale non fa parte della dieta dei Cubani. Secondo Thomas Barbour, ciò sarebbe legato all'antica superstizione secondo cui le iguane, quando vengono uccise, emetterebbero dalla bocca un fluido nero simile al vomito nero prodotto dalle vittime della febbre gialla. Una delle ragioni del loro declino è la distruzione del loro habitat naturale causato dal pascolo del bestiame, dallo sviluppo delle zone abitate e dalla costruzione di infrastrutture turistiche sulle spiagge dove questi animali costruiscono di norma i loro nidi. Le popolazioni di iguana hanno inoltre sofferto la predazione da parte di specie introdotte come i ratti, i gatti e i cani. I cani randagi sono responsabili della distruzione di numerosi nidi di iguane, all'interno dei quali scavano alla ricerca delle uova. La predazione delle uova da parte delle formiche costituisce ugualmente un'ulteriore minaccia per la specie.

### Misure di protezione

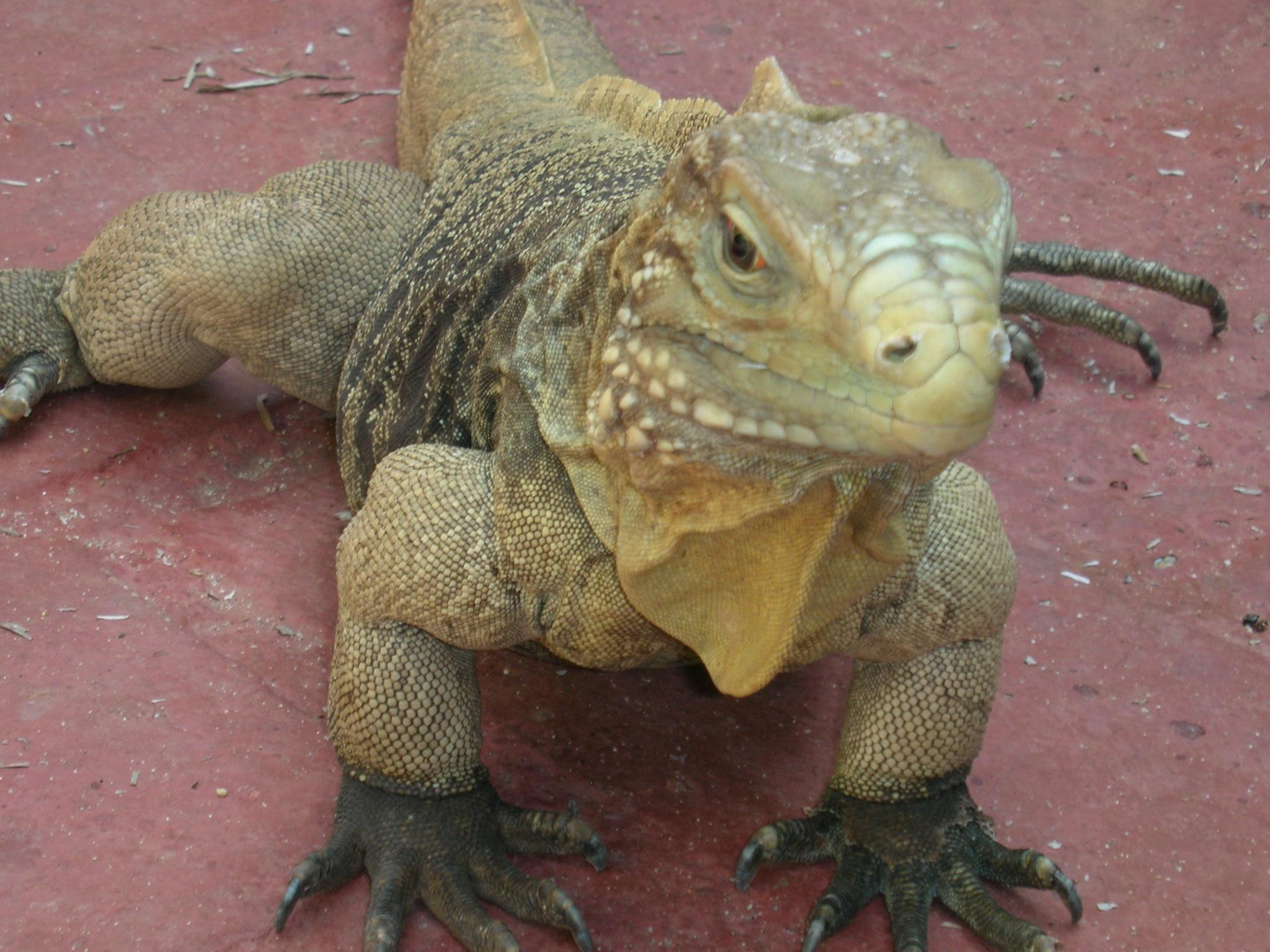
Cyclura nubila in una struttura turistica nel sud-est di Cuba.

Quasi tutte le principali concentrazioni di iguane sono parzialmente o completamente protette dal governo cubano. Anche se non esiste un programma di riproduzione in cattività sull'isola di Cuba, il Centro Nacional de Areas Protegidas ha espresso la volontà di esplorare questa strada in futuro. Nel 1985 il governo cubano fece realizzare un peso commemorativo che raffigurava l'iguana terrestre di Cuba su una faccia della moneta, affinché contribuisse a sensibilizzare la popolazione sulla situazione di questo animale.
Nel 1993 allo zoo di San Diego venne testata sperimentalmente l'utilità di un programma per iniziare ad allevare in cattività le iguane appena uscite dall'uovo prima di poterle rilasciare in natura, con l'aiuto di fondi del National Science Foundation's Conservation and Restoration Biology Program. Questo programma consisteva nel far schiudere le uova delle iguane in apposite incubatrici, e poi proteggere e nutrire i piccoli durante i loro primi 20 mesi di vita. Questo avrebbe permesso di allevare gli animali fino a quando non avrebbero raggiunto dimensioni tali da riuscire a fuggire o da respingere i predatori. Questa tecnica venne originariamente impiegata per proteggere le piccole tartarughe di mare e i giovani di Conolophus subcristatus alle Galápagos e di Ctenosaura bakeri sull'isola di Útila, ma la Alberts mise in atto per la prima volta questa pratica con una specie di Cyclura, vale a dire l'iguana terrestre di Cuba. L'obiettivo non era solo quello di aiutare a salvaguardare la popolazione di iguane cubane, ma anche di testare l'efficacia di questa tecnica come strategia di conservazione per le specie di Cyclura più minacciate.
Questa strategia si è rivelata vincente, secondo la Alberts, dal momento che le iguane rilasciate sono riuscite a reagire ai predatori, e si sono nutrite e comportate come le loro controparti nate in natura. Questa strategia è stata quindi ripresa con successo per altre specie di Cyclura e Ctenosaura in pericolo critico di estinzione dei Caraibi e dell'America centrale, soprattutto Cyclura collei, l'iguana blu, Cyclura ricordi, Cyclura cychlura inornata, Cyclura rileyi rileyi e Cyclura pinguis.